# 8604 Ваньє
8604 Ваньє (8604 Vanier) — астероїд головного поясу, відкритий 12 серпня 1929 року.
Тіссеранів параметр щодо Юпітера — 3,610.
Названо на честь Жана Ваньє (фр. Jean Vanier, нар.1928) — відомого канадського педагога та суспільного діяча.